# Ottone della Bassa Lorena
Ottone della Bassa Lorena (970 – 1012) fu duca della Bassa Lorena (Lotaringia) dal 991 fino alla sua morte.

## Origine
Secondo la Hugonis Floriacensis, Historia Francorum Senonensis, era il figlio maschio primogenito del Duca della Bassa Lorena (Lotaringia) e pretendente al trono di Francia, Carlo I di Lorena e di Adelaide di Troyes, figlia di Roberto di Vermandois, Conte di Meaux e di Troyes, come indirettamente confermano sua il Chronico Richardi Pictavensis, che la Hugonis Floriacensis, Historia Francorum Senonensis (entrambe le cronache citano la moglie di Carlo come la figlia del Conte di Troyes, Erberto II di Troyes, ma secondo lo storico francese Christian Settipani, dato che il matrimonio con Carlo e Adelaide è datato 970 circa, il padre della sposa non può essere Erberto, nato nel 950 circa, ma Roberto, anche lui Conte di Troyes e padre di Erberto).
Carlo I di Lorena, secondo i Flodoardi Annales era il figlio maschio quartogenito del re dei Franchi occidentali, Luigi IV d'Oltremare e di Gerberga di Sassonia, figlia terzogenita del duca di Sassonia e re dei Franchi orientali, Enrico I di Sassonia (876 – 936), come conferma il Richeri Historiæ I, e della sua seconda moglie, Matilde di Ringelheim (890-968); infatti come ci riporta il Liudprandi Antapodosis IV, Gerberga era sorella del Re di Germania, Ottone I, che, a sua volta, secondo il Widukindi Res Gestæ Saxonicæ era figlio di Enrico I e Matilde; Carlo era il fratello minore del re dei Franchi occidentali, Lotario IV, come ci confermano le Gesta Episcoporum Cameracensium.

## Biografia

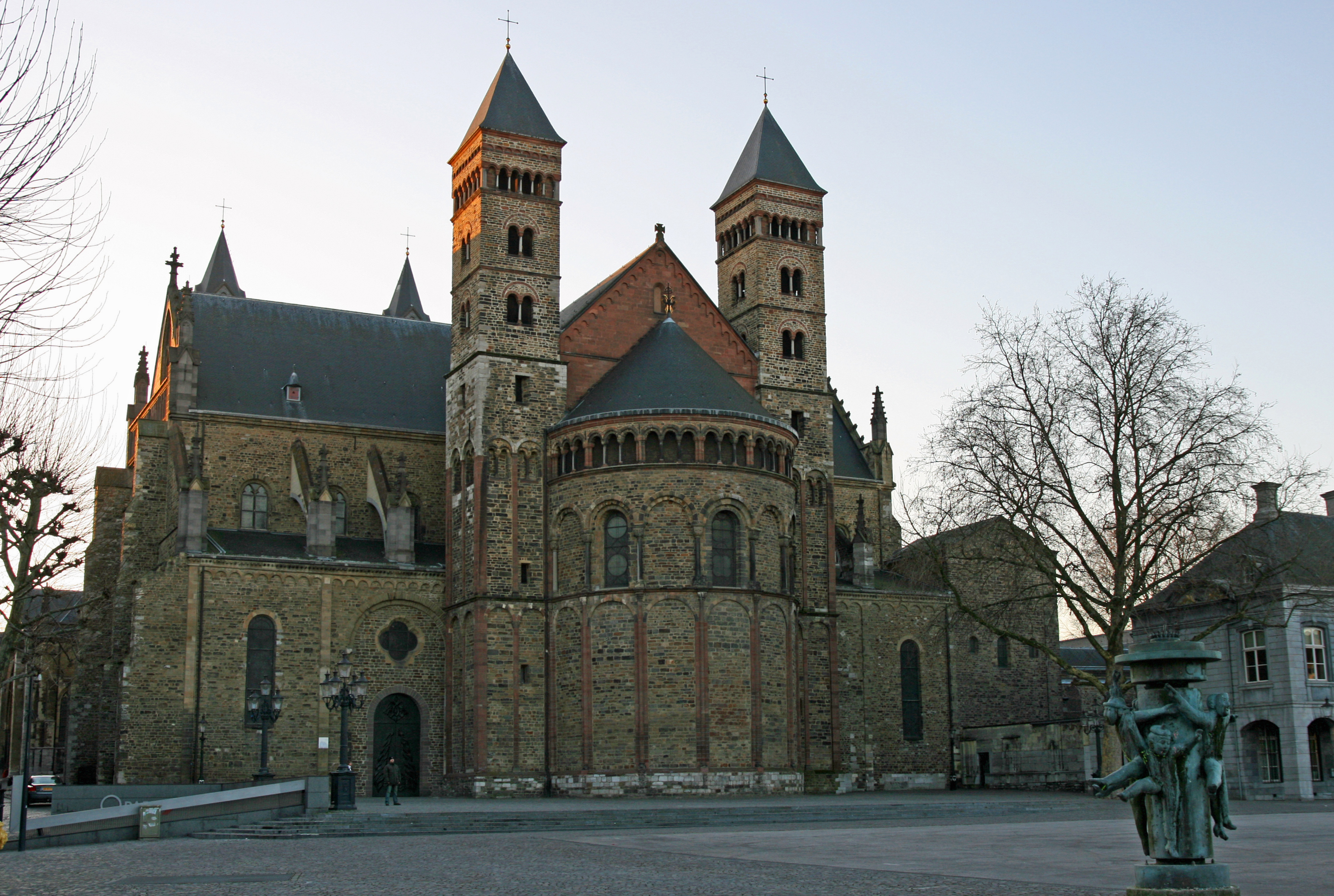
St Servaas, Vrijthof

Alla morte del re di Francia, Lotario IV (986), i notabili del regno elessero suo figlio Luigi V e alla morte di questi (987), secondo la Hugonis Floriacensis, Historia Francorum Senonensis, suo padre, Carlo era designato a succedere al nipote, ma il duca dei Franchi e conte di Parigi, Ugo Capeto, si ribellò; in un'assemblea convocata a Senlis per eleggere il nuovo re, l'arcivescovo di Reims Adalberone attaccò Carlo, perché al servizio di un re straniero (Carlo, Duca della Bassa Lorena o Lotaringia, feudo che apparteneva al Sacro Romano Impero, quindi era vassallo del re di Germania, Ottone II) e perché aveva sposato una donna di rango inferiore (alcuni storici, facendo riferimento al discorso dell'arcivescovo di Reims Adalberone, a Senlis, nel 987, ritengono che, in quell'anno, Carlo avesse contratto un secondo matrimonio con una donna figlia di un cavaliere sconosciuto, valvassino di Ugo Capeto, quindi di rango inferiore alla contessina di Troyes), che non poteva quindi diventare regina, mentre il duca dei franchi Ugo era senz'altro più adatto a ricoprire la carica di re.
Ugo venne proclamato e incoronato re a Noyon il 3 luglio 987.
Carlo, non rinunciò ma rimase pretendente al trono, e diede quindi battaglia ad Ugo, prendendo possesso di Reims e Laon.
Ottone in quegli anni in cui il padre era impegnato in Francia, divenne reggente del ducato.
Ancora secondo la Hugonis Floriacensis, Historia Francorum Senonensis, Ugo Capeto aveva dovuto abbandonare l'assedio di Laon e non avendo possibilità di vincere contro Carlo, si accordò col vescovo di Laon, Adalberone, detto Ascelino, che, il Lunedì dell'Angelo del 991, fingendosi sostenitore di suo padre, Carlo, a tradimento, lo catturò e lo consegnò a Ugo Capeto; sempre la Hugonis Floriacensis, Historia Francorum Senonensis, narra che anche la moglie fu catturata con Carlo e furono tradotti a Orléans, rinchiusi in una torre dove nacquero gli ultimi due figli di Carlo, Luigi, che quindi nacque durante la prigionia dei suoi genitori, e un altro figlio, anche lui di nome Carlo; secondo la Richeri Historiæ liber IV oltre a Carlo e alla moglie, in prigionia a Orleans, cita il figlio Luigi, le figlie, Gerberga e Adelaide ed il nipote, Arnolfo.
Suo padre, Carlo morì a Orléans, tra il 991 e il 992; secondo il Sigeberti Auctarium Affligemense, nel 991 e secondo Alain Marchandisse, nel suo L'obituaire de la cathédrale Saint-Lambert de Liège (non consultato), morì il 22 giugno (X Kal Jul); secondo il Diplomata regum et imperatorumi Germaniae, tomus II, Ottonis II et III. diplomata, invece, il 6 gennaio 992, Carlo era ancora vivo in quanto viene citato dall'imperatore del Sacro Romano Impero, Ottone III, nel suo diplomata, n° 81. Ancora secondo il Sigeberti Auctarium Affligemense, nel ducato di Bassa Lorena, gli succedette il figlio primogenito, Ottone, che divenne un suddito dell'impero e non ebbe più rapporti con il regno di Francia; suo fratello, Luigi, il maschio secondogenito, invece, pur prigioniero del vescovo Adalberone, divenne pretendente al trono di Francia.
Nel 1002, alla morte dell'Imperatore Ottone III di Sassonia, Ottone fu uno dei nobili che accompagnarono il suo corpo da Paterno ad Aquisgrana.
Nel 1005, secondo la Gestorum Abbatem Trudonensium Continuatio Tertia sostenne il re di Germania, Enrico II, definito un suo parente, nell'elezione del vescovo di Metz, dopo la morte di Adalberone II.
Secondo i Chronica di Germania di Sigeberto di Gembloux, Ottone morì nel 1005, e a lui succedette Goffredo II di Verdun; anche la Chronica Albrici Monachi Trium Fontium sostiene che Ottone morì nel 1005 e che l'imperatore del Sacro Romano Impero (a quel tempo solo re di Germania), Enrico II il Santo, assegnò il ducato della Bassa Lotaringia a Goffredo II di Verdun, figlio di Goffredo delle Ardenne.
Invece le Gesta Episcoporum Cameracensium liber III sostengono che Ottone morì nel 1012 (affermando che la data citata da Sigeberto di Gembloux, il 1005 è errata) e a Ottone succedette Goffredo II di Verdun e che, in quell'anno Lamberto I di Lovanio, marito della sorella di Ottone, Gerberga, avanzò delle pretese sul ducato.
Ottone fu l'ultimo discendente legittimo in linea diretta di Carlo Magno; infatti, gli ultimi Carolingi furono i conti di Vermandois, discendenti da Bernardo, figlio illegittimo di Carlomanno, uno dei figli di Carlomagno.

## Matrimonio e discendenza
Il nome della moglie di Ottone è tutt'oggi sconosciuto, e, secondo la Gestorum Abbatem Trudonensium Continuatio Tertia ebbe una figlia:
- una figlia di cui non conosciamo il nome, che sposò un conte di Namur[29]

## Albero genealogico
|                           |                          |                         | Genitori                |  |  | Nonni |  |  | Bisnonni             |  |  | Trisnonni           |  |
|                           |                          |                         |                         |  |  |       |  |  | Carlo III di Francia |  |  | Luigi II di Francia |  |
|                           |                          |                         |                         |  |  |       |  |  | Carlo III di Francia |  |  | Luigi II di Francia |  |
|                           |                          | Eadgifu d'Inghilterra   |                         |  |  |       |  |  | Carlo III di Francia |  |  |                     |  |
| Luigi IV di Francia       |                          |                         |                         |  |  |       |  |  | Carlo III di Francia |  |  |                     |  |
|                           |                          | Adelaide del Friuli     | Edoardo il Vecchio      |  |  |       |  |  |                      |  |  |                     |  |
|                           |                          | Adelaide del Friuli     | Edoardo il Vecchio      |  |  |       |  |  |                      |  |  |                     |  |
|                           |                          | Adelaide del Friuli     | Elfleda                 |  |  |       |  |  |                      |  |  |                     |  |
| Carlo I di Lorena         |                          | Adelaide del Friuli     |                         |  |  |       |  |  |                      |  |  |                     |  |
|                           |                          | Enrico I di Sassonia    | Ottone I di Sassonia    |  |  |       |  |  |                      |  |  |                     |  |
|                           |                          | Enrico I di Sassonia    | Ottone I di Sassonia    |  |  |       |  |  |                      |  |  |                     |  |
|                           |                          | Enrico I di Sassonia    | Edvige di Babenberg     |  |  |       |  |  |                      |  |  |                     |  |
| Gerberga di Sassonia      |                          | Enrico I di Sassonia    |                         |  |  |       |  |  |                      |  |  |                     |  |
|                           |                          | Matilde di Ringelheim   | Teodorico di Ringelheim |  |  |       |  |  |                      |  |  |                     |  |
|                           |                          | Matilde di Ringelheim   | Teodorico di Ringelheim |  |  |       |  |  |                      |  |  |                     |  |
|                           |                          | Matilde di Ringelheim   | Rinilde di Frisia       |  |  |       |  |  |                      |  |  |                     |  |
| Ottone della Bassa Lorena |                          | Matilde di Ringelheim   |                         |  |  |       |  |  |                      |  |  |                     |  |
|                           | Erberto II di Vermandois | Erberto I di Vermandois |                         |  |  |       |  |  |                      |  |  |                     |  |
|                           | Erberto II di Vermandois | Erberto I di Vermandois |                         |  |  |       |  |  |                      |  |  |                     |  |
|                           | Erberto II di Vermandois | Liutgarda de Morvois    |                         |  |  |       |  |  |                      |  |  |                     |  |
| Roberto di Vermandois     | Erberto II di Vermandois |                         |                         |  |  |       |  |  |                      |  |  |                     |  |
|                           |                          | Adele                   | Roberto I di Francia    |  |  |       |  |  |                      |  |  |                     |  |
|                           |                          | Adele                   | Roberto I di Francia    |  |  |       |  |  |                      |  |  |                     |  |
|                           |                          | Adele                   | Adele del Maine         |  |  |       |  |  |                      |  |  |                     |  |
| Adelaide di Troyes        |                          | Adele                   |                         |  |  |       |  |  |                      |  |  |                     |  |
|                           |                          | Gilberto di Borgogna    | Manasse di Châlon       |  |  |       |  |  |                      |  |  |                     |  |
|                           |                          | Gilberto di Borgogna    | Manasse di Châlon       |  |  |       |  |  |                      |  |  |                     |  |
|                           |                          | Gilberto di Borgogna    | Ermengarda di Provenza  |  |  |       |  |  |                      |  |  |                     |  |
| Adelaide di Châlon        |                          | Gilberto di Borgogna    |                         |  |  |       |  |  |                      |  |  |                     |  |
|                           |                          | Ermengarda di Autun     | Riccardo di Borgogna    |  |  |       |  |  |                      |  |  |                     |  |
|                           |                          | Ermengarda di Autun     | Riccardo di Borgogna    |  |  |       |  |  |                      |  |  |                     |  |
|                           |                          | Ermengarda di Autun     | Adelaide di Auxerre     |  |  |       |  |  |                      |  |  |                     |  |
|                           |                          | Ermengarda di Autun     |                         |  |  |       |  |  |                      |  |  |                     |  |

### Fonti primarie
- (LA)  Monumenta Germaniae Historica, Scriptores, tomus III.
- (LA)  Monumenta Germaniae Historica, Scriptores, tomus VI.
- (LA)  Monumenta Germaniae Historica, Scriptores, tomus IX.
- (LA)  Monumenta Germaniae Historica, Scriptores, tomus VII.
- (LA)  Monumenta Germaniae Historica, Scriptores, tomus X.
- (LA)  Monumenta Germaniae Historica, Scriptores, tomus XXIII.
- (LA)  Monumenta Germaniae Historica, Diplomata regum et imperatorumi Germaniae, tomus II, Ottonis II et III. diplomata.
- (LA)  Recueil des historiens des Gaules et de la France. Tome 9.

### Letteratura storiografica
- Louis Halphen, Francia: gli ultimi Carolingi e l'ascesa di Ugo Capeto (888-987), in «Storia del mondo medievale», vol. II, 1979, pp. 636–661
- Louis Halphen, La Francia nell'XI secolo, in «Storia del mondo medievale», vol. II, 1979, pp. 770–806
- Austin Lane Poole,  Ottone II e Ottone III, in «Storia del mondo medievale», vol. IV, 1979, pp. 112–125
- Edwin H. Holthouse, L'imperatore Enrico II, in «Storia del mondo medievale», vol. IV, 1979, pp. 126–169